# Marija Michailowna Kostelowskaja
Marija Michailowna Kostelowskaja (russisch Мария Михайловна Костеловская; * 1878 in Ufa; † 29. Januar 1964 in Moskau) war eine russische Revolutionärin.

## Leben
M. M. Kostelowskaja wurde 1903 Mitglied der Bolschewiki. 1905 beteiligte sie sich auf der Krim an der Vorbereitung des Aufstandes auf dem Kreuzer "Otschakow". Sie leistete Parteiarbeit in Lugansk, Orenburg und Moskau. Nach der Februarrevolution 1917 war sie verantwortliche Parteiorganisatorin des Moskauer Bezirks Presnja. Sie war Delegierte der VII. Konferenz der Bolschewiki im April 1917. Während des Oktoberaufstandes war sie stellvertretende Stabschefin der Roten Garde des Moskauer Sowjets. Nach der Oktoberrevolution arbeitete sie als Vorsitzende des Militärischen Lebensmittelbüros. 1919 war sie Chefin der Politabteilung der Roten Armee, dann stellvertretende Vorsitzende des Revolutionären Militärkomitees im Donbass und Sekretärin des Baumanny-Bezirkskomitees der Kommunistischen Partei in Moskau.
Ab 1946 war sie Altersrentnerin.